# Poggio del Torrone
Il Poggio del Torrone è un'altura tra i comuni di Castel Giorgio in provincia di Terni e Bolsena in Provincia di Viterbo, posta in posizione panoramica sul lago di Bolsena.

## Caratteristiche
La vetta del Poggio del Torrone, (690 m s.l.m.),  si trova in Umbria, ed è la più alta dei monti Volsini.
I Monti Volsinii, sono un gruppo montuoso vulcanico dell'antiappennino laziale compreso nella provincia di Viterbo e per il Poggio del Torrone in quella di Terni, e rappresentano il residuo dell'apparato vulcanico di età quaternaria,.culminando appunto a 690 m s.m. nel Poggio del Torrone. Nella parte centrale si apre, come una caldera, il lago di Bolsena. I pendii sono prevalentemente ricoperti di boschi.
Alla cima del Poggio del Torrone, da dove si gode una vista bellissima sull'Umbria, Lazio e Toscana, si accede dal comune di Castel Giorgio. La zona intorno è ricca di rinvenimenti etruschi, necropoli del Lauscello in particolare, sotto la Sovrintendenza dell'Umbria e curata dal Gruppo Archeologico dell'Alfina aps con sede in Castel Giorgio.